# Dithioester
| Dithioester                                                                                           |
| --- |
| Dithiocarbonsäureester                                                                                |
| R1, R2 = Organylgruppe, z. B. Alkylgruppe oder Arylgruppe. Die funktionelle Gruppe ist blau markiert. |

Dithioester (Dithiocarbonsäureester) bilden eine Stoffgruppe in der organischen Chemie, in der die beiden Sauerstoffatome eines Carbonsäureesters durch Schwefelatome ersetzt sind.

## Reaktivität
Dithioester reagieren mit Lithiumdialkylcupraten zu tertiären Thiolen.